# Colostygia obscurata
Colostygia obscurata är en fjärilsart som beskrevs av Hoffmann 1909. Colostygia obscurata ingår i släktet Colostygia och familjen mätare. Inga underarter finns listade i Catalogue of Life.